# Chu Hui
Chu Hui (初慧S, Chū HuìP; 21 febbraio 1969) è un'ex cestista cinese.

## Carriera
Con la Cina ha disputato i Giochi olimpici di Atlanta 1996 e i Campionati del mondo del 1990.